# 암태초등학교 당사분교
암태초등학교 당사분교는 대한민국 전라남도 신안군에 있었던 공립 초등학교이다.

## 학교 연혁
- 1952년 1월 31일: 암태동국민학교 당사분교 설립 인가
- 1953년 1월 31일: 당사분교장 개교
- 1967년 4월 1일: 도서벽지학교 '을'급 지정
- 1986년 1월 1일: 도서벽지학교 '나'급 조정
- 1996년 3월 1일: 암태동초등학교 당사분교 개칭
- 1999년 9월 1일: 암태동초등학교 폐교, 암태초등학교 당사분교장 개편
- 2018년 9월 1일: 폐교 및 암태초등학교 통폐합[1]

## 참고 자료
- 암태초등학교당사분교장 - 한국교육학술정보원 학교알리미